# Maximilian Blaimhofer
Maximilian Blaimhofer (auch Blumhofer; * 15. März 1759 in München; † 9. April 1834 in Aachen) war ein deutscher Musiker, Schauspieler, Komponist und Schriftsteller.

## Leben
Blaimhofer war der Sohn eines Thorzöllners. Er besuchte das „kurfürstliche Schulhaus“ (heute Wilhelmsgymnasium München) und schloss es 1776 ab; dort zeichnete er „sich vorzüglich in der Dichtkunst und in der Musik aus“. Um 1784 ging er auf Reisen nach Mannheim, Düsseldorf, Wien, und schließlich nach Sankt Petersburg, wo er für das dortige Deutsche Theater schrieb und komponierte. Mit 77 Jahren verstarb er in Aachen.

## Werke
- Münchner Gebnachtdult. Auf Schlitten von den Herren Studenten des churfürstlichen Schulhauses in München zur Faschingszeit aufgeführt 1776. Gedruckt in der Vötterischen Hof- und Landschaftsbuchdruckerey, München 1776. Digitalisat
- Die Schweden in Baiern oder die Bürgertreue. Strobel, München 1783 (Nachdruck: Schlittmeier, Landshut 1989, mit e. Nachw. von Alfons Beckenbauer).[4][5]
- Die geistliche Braut als weltliche Hochzeiterinn. Ein Lustspiel in fünf Aufzügen. Strobel, München 1784 Digitalisat
- Die Luftschiffer oder der Strafplanet der Erde. Imhof, Leipzig 1787. Digitalisat[6]
- So handelt ein guter Fürst, so handeln rechtschaffene Bürger: ein Schauspiel in 5 Aufzügen für das Kaiserliche Deutsche Hoftheater in St. Petersburg. Wizezky Leipzig, Düsseldorf 1786 (Digitalisierte Ausgabe der Universitäts- und Landesbibliothek Düsseldorf).
- Ueber den Theaterdichter. Wizezky, Leipzig, Düsseldorf 1786 (Digitalisierte Ausgabe der Universitäts- und Landesbibliothek Düsseldorf).
- Rede über die Rede des Bürgers Shee, ehemaligen Präsidentens der National-Regie. Gehalten im 20ten Ventos 6. J. in der öffentlichen Sitzung des konstituzionnellen Zirkels in Köln. Heberle u. Mennig, Köln 1797 Digitalisat